# توم بانكروفت
توم بانكروفت (بالإنجليزية: Tom Bancroft)‏ هو عازف جاز بريطاني، ولد في 29 يناير 1967 في لندن في المملكة المتحدة.

## وصلات خارجية
- توم بانكروفت على موقع ميوزك برينز (الإنجليزية)
- توم بانكروفت على موقع ميوزك برينز (الإنجليزية)
- توم بانكروفت على موقع أول ميوزيك (الإنجليزية)
- توم بانكروفت على موقع ديسكوغز (الإنجليزية)